# خمره‌ای‌صدفان
خُمره‌ای‌صدفان (نام علمی: Tonnidae) نام یک خانواده از راسته پیرابندریختان است.